# Dorcadion libanoticum
Dorcadion libanoticum là một loài bọ cánh cứng trong họ Cerambycidae.